# Кері Лейзенбі
Кері Лейзенбі (англ. Carrie Lazenby, до шлюбу Дженкінз (англ. Jenkins); 9 лютого 1882 року, Атланта, Фултон, Джорджія, США — 14 вересня 1996 року, Рівердейл, Кук, Іллінойс, США) — американська супердовгожителька.

## Життєпис
Кері Дженкінз народилася 9 лютого 1882 року в Атланті, Фултон, Джорджія, США в сім'ї Джорджа та Аґнес Фамбро Дженкінз. 9 серпня 1900 року вона одружилася з Баррелом Лейзенбі в Атланті. У пари була одна дитина — син Баррел. Близько 1920 року сім'я переїхала в Іллінойс, США. Її син помер в 1924 році, а чоловік в 1943 році.
Кері Лейзенбі померла 14 вересня 1996 року в Рівердейлі, округ Кук, Іллінойс, США у віці 114 років і 218 днів.